# Anthocoris simulans
Anthocoris simulans är en insektsart som beskrevs av Reuter 1884. Anthocoris simulans ingår i släktet Anthocoris, och familjen näbbskinnbaggar. Arten är reproducerande i Sverige.